# Country Life
Country Life är ett musikalbum av Roxy Music som utgavs 1974 på skivbolaget Island Records. Efter att Brian Eno lämnat gruppen 1973 blev Bryan Ferry gruppens frontfigur, och resultatet under hans ledning blev mindre experimentellt, men desto mer mottagligt för en bred publik. Singeln "All I Want Is You" nådde #12 på den brittiska singellistan. Även låtarna "Out of the Blue" och "The Thrill of It All" gavs ut som singlar med listnoterades inte. Det utnämndes 1975 till årets sjunde bästa album i den sammanställande kritikerlistan Pazz & Jop. Albumet listades som #387 i magasinet Rolling Stones lista The 500 Greatest Albums of All Time.
Albumets omslag med en bild på två modeller iförda endast underkläder mot en skogsbakgrund ansågs för kontroversiellt i vissa länder och censurerades i bland annat USA och Spanien. Under åren 1975-1980 gavs albumet i dessa länder ut med en bild där modellerna var borttagna och endast bakgrunden med träd fanns på omslagen. Modellerna var Eveline Grunwald och Constanze Karoli. De blev även krediterade i albumets innerfodral för att ha hjälpt Ferry med den tyska delen av texten till låten "Bitter Sweet".

## Låtlista
(upphovsman inom parentes)
1. "The Thrill of It All"  (Ferry) - 6:24
2. "Three and Nine"  (Ferry/Mackay) - 4:04
3. "All I Want Is You"  (Ferry) - 2:53
4. "Out of the Blue"  (Ferry/Manzanera) - 4:46
5. "If It Takes All Night"  (Ferry) - 3:12
6. "Bitter Sweet"  (Ferry/Mackay) - 4:50
7. "Triptych"  (Ferry) - 3:09
8. "Casanova"  (Ferry) - 3:27
9. "A Really Good Time"  (Ferry) - 3:45
10. "Prairie Rose"  (Ferry/Manzanera) - 5:12

## Listplaceringar
| Lista (1974)   | Position            |
| -------------- | ------------------- |
| Danmark        | 18 (DR "Top 20")    |
| Kanada         | 47 (RPM)            |
| Norge          | 15 (VG-lista)       |
| Nya Zeeland    | 8                   |
| Storbritannien | 3 (UK Albums Chart) |
| Sverige        | 4 (Kvällstoppen)    |
| USA            | 37 (Billboard 200)  |
| Västtyskland   | 38                  |
| Österrike      | 10                  |